# 크리스토프 캉페
크리스토프 모리스 장 캉페(프랑스어: Christophe Maurice Jean Kempé, 1975년 5월 2일~)는 프랑스의 은퇴한 핸드볼 선수이다. 포지션은 피벗으로 1999년부터 2001년까지 스페인 리가 아소발의 비다소아 이룬에서 활동한 것을 제외하면 대부분 선수 경력을 프랑스 리그에서 보냈다.
국제 대회에서는 프랑스 국가대표팀의 일원으로 활약하여 2008년 하계 올림픽 금메달, 세계 선수권 대회 1회, 유럽 선수권 대회 1회 우승을 달성했다.